# José Artur de Lima Junior
José Artur de Lima Junior (* 11. März 1996 in Brumado) ist ein brasilianischer Fußballspieler, der als Mittelfeldspieler eingesetzt wird. Er steht derzeit bei Houston Dynamo unter Vertrag.

## Karriere
Er kommt aus der Jugend des FC São Paulo und stieß zur Saison 2016 in die erste Mannschaft des Klubs vor. Seinen ersten Einsatz erhielt er am 9. Spieltag in einem 2:2 bei Flamengo, dabei stand er über die vollen 90 Minuten auf dem Platz. Insgesamt kam er in Brasilien jedoch nur auf insgesamt vier Einsätze. Zur Saison 2017 ging es dann per Leihe in die USA zur Columbus Crew aus Ohio. Nach dieser Saison wechselte er dann auch fest in zu dem MLS-Franchise. Seinen ersten Einsatz in der MLS erhielt er bei einem 1:1 gegen Chicago Fire am 4. März 2017, wo er in der 76. Minute für Mohammed Abu eingewechselt wurde.